# 信長之槍
《信長之槍》，是日本漫畫家久正人的日本漫畫作品，曾於《Comic Earth Star》连载。2013年5月宣布改編為電視動畫，2014年1月5日於東京都會電視台開始播放。

## 故事簡介
2013年，因為修學旅行而來到臺灣的女子高中生小椋汐，遭到了突然出現的怪獸「進化侵略體」襲擊。在軍隊完全沒用的時候，謎之男子們出現在面前，他們是超國家機關「DOGOO」的代理人，繼承了「偉人之魂」，並將這股力量用之戰鬥的「E遺傳基因持有者」。 而在友人面臨危機之際，小椋汐身上的「偉人之魂」也得到覺醒。

## 登場人物

### DOGOO

#### 第一小隊
檸檬（聲：齋藤千和）
極短髮的女孩，第一小隊隊長，視亞當為勁敵。說話句尾有的口頭禪。
AU武器－傑羅尼莫
右腕可以變成巨大的印第安戰斧。特殊模式為「精靈儀式」，啟動後武器會變成多面斧，性格也變得更狂爆。
伊布其金·愛爾蒂涅比爾科（聲：田村睦心）
通稱「艾斯（エスイ）」，長髮女性，十分仰慕檸檬並稱她為「公主」，不過對其他女性也差不多。始終配戴著護目鏡。
AU武器－蘇和
前為履帶後為輪胎的摩托車，與身體連接一體，前部可以分離。
高第（本名不詳）（聲：村瀨步）
在第一小隊負責防禦的少年，能迅速用接觸到的東西建成高牆，除了造牆外還有建造道路的能力，所以很適合在後線支援作戰。態度認真，不過也很愛在前輩面前出風頭。
AU武器－安東尼·高第
能瞬間在地面構築出建造物。

#### 第二小隊
小椋汐（聲：武藤志織）
本作主角，來臺灣進行修學旅行的日本女高中生。軍武宅，房間裡有大量的軍武模型，因為這個特別的嗜好使她不擅與同性同學交談，根據自述會有這種興趣是受母親影響。在高雄蓮池潭時遭遇「進化侵略體」攻擊，為救受困在北極玄天上帝像內的浅尾而與亞當·穆海德相遇，在其受重傷被迫解除型態後接觸了第13號球而使自己的AU武器－「信長之槍」覺醒。在馬赫士·米爾扎與潔絲·貝克漢趕來支援後成功擊退所有「進化侵略體」。
「DOGOO」正式公開後被詢問是否肯加入，在浅尾的鼓勵下決定加入。
AU武器－信長之槍
槍口印著「永樂通寶」的卡賓槍，裝配在右腕上。口徑可依持有者意識調整，後部接有彈鍊可進行連射，火力大但後座力也大，未經訓練使用命中率低，必要時可變形為三段攻擊模式（概念取自長篠之戰信長的三波攻擊），第二小隊E遺傳基因持有者中唯一具遠距攻擊能力者。
亞當·穆海德（聲：鈴木達央）
「DOGOO」第二小隊的E遺傳基因持有者，是原該隊中唯一有攻擊能力者。性格頗為衝動，討厭半吊子的作風。在「進化侵略體」襲擊高雄蓮池潭時第一個抵達現場行動，本來以為單靠自己斬殺登陸艇型就成功了，隨後才知道其體內藏有大量的步兵型並遭其重傷腹部。由於一次只能斬殺五個且限於近身戰鬥而陷入苦戰向馬赫士與潔絲要求支援，最後因失血過多而解除型態，其所持的第13號球被小椋汐接觸而讓她的AU武器覺醒。
重傷後接受治療而處於復健狀態中，不過仍有一定的戰力。在佈雷艇型出現讓小汐面臨苦戰時主動協助斬殺該型與其卵。
AU武器－開膛手傑克(真實身分為佛蘿倫絲·南丁格爾)
由五把不同形狀的小刀合成的大刀，裝配在右腕上。在小椋汐加入前是第二小隊E遺傳基因持有者中唯一具攻擊能力者。特殊模式為「夜鳴鶯」(Nightingale;南丁格爾)，啟動後背部會出現以數把刀構成的翅膀而具備飛行與快速移動和防禦的能力。
馬赫士·米爾扎（聲：島崎信長）
「DOGOO」第二小隊的E遺傳基因持有者，是該隊中唯一有防禦能力者。平時的談吐異常古怪，喜歡調戲女性，自述受到甘地影響後性格較為穩重。在亞當·穆海德要求支援後與潔絲·貝克漢前往高雄蓮池潭支援，抵達時遇上AU武器覺醒後的小椋汐，在小汐的要求下進行防禦工作。登陸艇型準備自爆時立即展開防護罩而將爆炸範圍控制住。
AU武器－甘地
一大一小兩雙可製造防護罩的手掌，如冠般裝配在後腦杓上。第二小隊E遺傳基因持有者中負責防禦。
潔西·貝克漢（聲：淺川悠）
「DOGOO」第二小隊的E遺傳基因持有者，年輕女性。戰鬥時個性帶點傲慢且抖S，不過平時卻是個博愛主義者，見人就舌吻。在亞當·穆海德要求支援後與馬赫士·米爾扎前往高雄蓮池潭支援，抵達時遇上AU武器覺醒後的小椋汐，在小汐的要求下對其身體加3倍重力抑制後座力使她射擊精準度提升。
AU武器－牛頓
算盤造型上頭有牛頓臉的裝甲靴，裝配在右腳上。能自由控制重力，並將與靴子接觸到的東西自由增重剝奪其行動力。第二小隊E遺傳基因持有者中負責攻擊輔助。

#### 第三小隊
戴宗（本名不詳）（聲：松本健太）
身材肥胖的男子。
AU武器－戴宗(神行太保，梁山泊好漢之一)
能力是跑的快。
哈肯奇米特（本名不詳）
戴宗的搭擋，平時兩人採用合體戰鬥。
AU武器－

#### 第四小隊
哈肯奇米特（本名不詳）

AU武器－諾斯特拉達姆士

諾貝爾（本名不詳）

AU武器－阿爾弗雷德·諾貝爾

切薩雷（本名不詳）
通訊畫面有登場，在雪梨的戰鬥過程中偽裝失效。
AU武器－切薩雷·波吉亞

梵谷（本名不詳）

AU武器－文森·梵谷

莫札特（本名不詳）
通訊畫面有登場，在雪梨的戰鬥過程中偽裝失效。
AU武器－沃夫岡·阿瑪迪斯·莫札特

#### 特殊班
維多克（本名不詳）（聲：石田彰）
「DOGOO」的年輕參謀。性格冷靜但卻有點傲慢，想出來的計畫都有點冷酷無情，其目的是要整肅作戰。
AU武器－法蘭索瓦·維多克
設置了安樂椅型的機械，坐在上頭可進行資料的分析及推理。
亨特（本名不詳）（聲：保村真）
留鬍子的年輕人，在「DOGOO」負責解剖「進化侵略體」並研究找出其弱點。喜歡吃炒麵麵包。
AU武器－約翰·亨特 （页面存档备份，存于）
兩手能變成圓錐狀的爪子，裡面裝了手術刀、注射器以及醫療器具。
伽利子（本名不詳）（聲：上坂堇）
特殊班的偵查員，觀察能力出色，負責分析、搜索敵人。比小椋汐年紀更小的女孩，但能力運用較熟練。似乎愛慕維多克，時常答應他的要求。
AU武器－伽利略·伽利萊

#### 高層部
壹與（聲：佐藤愛）
「DOGOO」的創立者之一與司令官，年輕時就與土偶合作。真實身分是248年古日本邪馬台國的女孩，卑彌呼的繼任者，滅國後被土偶收留，協助收集「偉人」的生命雙重螺旋，期間將肉體沉睡封印以保存至今。
土偶（聲：渡邊明乃）
「DOGOO」的創立者之一，來到地球的外星人，不過侵略目的不同，來地球的目的是要收集過去「偉人」的生命雙重螺旋以自己的科技作為武器（AU武器）來讓其後世有能力對付進化侵略體。根據自述其故鄉星球已被「進化侵略體」徹底侵略佔領，來地球協助對付進化侵略體的目的主要是基於復仇。在地球文明萌芽時就已到來，後在古日本邪馬台國找到壹與並與其合作收集「偉人」的生命雙重螺旋，完成任務後因身體已瀕臨極限而被迫用當時保存壹與肉體的方式封印。
聖日爾曼（聲：遊佐浩二）
動畫原創角色。壹與的管家兼秘書，輔佐司令工作的年輕人。其底細目前是個謎，似乎具有不老不死的特殊體質。可能是聖日耳曼伯爵。

#### 所屬不明
亞努修（聲：津田健次郎）
「DOGOO」的教官，在小椋汐加入後訓練其射擊技術，教法颇為嚴厲。曾也是第一線的戰鬥員，但現在只能坐輪椅而無法再度戰鬥。
AU武器－羅伯特
巨型攝影機，掛於背後，能夠複製影像並將其具體化，使其具有攻擊能力，能力很多樣性但對持有者的負擔也不低。
貝比（本名不詳）

AU武器－貝比·魯斯

拉斯普京（本名不詳）

AU武器－格里高利·葉菲莫維奇·拉斯普京

#### 聯合部隊
哈羅魯德·S·科威（聲：川原慶久）
動畫原創角色。美國空軍派遣到卡帕島支援「DOGOO」的軍人，與屬下士兵都和小椋汐很要好。在墨西哥上空搭乘WC-130J氣象探測機觀測颶風「奧爾加」時被「進化侵略體」攻擊而亡。

### 偉人
織田信長（聲：飛田展男）
日本安土桃山時代之初勢力最強大的大名，推翻了名義上管治日本逾200年的室町幕府，是日本戰國時代的三英傑之一。1582年在家臣明智光秀發動的本能寺之變時遇見土偶，預測自己的後裔會以槍為武器。
克里斯多福·哥倫布
1492年探索美洲大陸時遇見土偶，目前的持有者不明。
尤金·法蘭索瓦·維多克
佛蘿倫絲·南丁格爾（聲：加納千秋）
19世紀英國著名的護士和統計學家。本作被設定成開膛手傑克的真身，從小就會聽到莫名的聲音指引做事，包含前往克里米亞戰爭擔任護士。1888年時因聲音指示有人收買貧困的婦女利用其散播細菌武器而與政府暗通將遭感染的對象殺害，並製造假的犯罪預告書向大眾掩蓋真相而成功地暗中阻止災難發生。在最後一位感染者被殺掉後與土偶相遇，預感自己的後裔能更善用那個聲音拯救這個世界。

### 其他
浅尾薰（聲：井上遥乃）
小椋汐的同學，性格開朗溫柔，與同儕的人際關係相當不錯。在之前就曾注意到小汐因自己的興趣特別而不易與旁人互動，在臺灣進行修學旅行時主動邀其一起行動。「進化侵略體」襲擊後受傷昏迷而被困在北極玄天上帝像內，隨後被小汐與「DOGOO」第二小隊的E遺傳基因持有者所救。
事件結束後被送回日本就醫，在小汐困於是否該接受大眾的期望加入「DOGOO」時給予安慰與鼓勵。
權田（聲：樫井笙人）
阿拉斯加山區研究所的新人成員，在就任當晚因同伴對其開玩笑說他吃了進化侵略體的肉而誤以為自己遭進化侵略體寄生，隨後發瘋地將所有人殺掉。第一小隊受困而到該研究所求助時得知其為「DOGOO」的成員而企圖將他們殺死並解放被捕獲的步兵型進化侵略體，但隨後立即遭進化侵略體殺害。由檸檬找到該所原成員的攝影機記錄確認，權田所吃的只是一般的肉，因此進化侵略體寄生全然是自己精神錯亂造成的妄想。

## 進化侵略體
最初的進化侵略體（假定）
2006年中途島下一小島的居民一夕間大量消失，逃到鄰島的生還者表示當初落網一種奇怪的魚，體長約1公尺。該魚似乎要包圍全島地以驚人的速度繁殖。美國作家泰森·迪巴埃爾也在該島罹難，後來有人發現他對該魚的手繪。
強斯頓魚雷型
2007年在強斯頓環礁海面出現，鰭發育未成熟，只能像蛇般彎曲運動，體長約4公尺，攻擊方式是用觸手抓住再用尖銳的嘴巴咬。「DOGOO」首次交戰的對象，該戰役擊沉了數艘美軍亞里·勃克級驅逐艦。
夏威夷巡洋艦型
2008年在夏威夷群島海面出現，鰭已發育成熟，能做較複雜的運動，體長約4.7公尺，尾鰭上有七個腮可進行排水推進與操控，頭部器官特殊可製造衝擊波攻擊。
比基尼巡洋艦型
2011年在比基尼環礁海面出現，增加了胸鰭與背鰭，機動性更加提升，體長約5公尺，頭部有發熱器官可讓水沸騰攻擊。
塞班炮艦型
2012年在塞班島海面出現，有了下顎，增加發達的腹鰭再度強化機動性，體長約3公尺，極特殊的是頭部出現了大開口可發射鱗片固定式砲彈攻擊，其存在目的是為了作重巡洋艦型的護衛艦，共出現五隻。該型的出現極受到重視，除了具備砲擊這種特殊攻擊方式外，該型也是進化侵略體第一次由無顎類進化為有顎類，這在生物學上是個關鍵。
塞班重巡洋艦型
2012年在塞班島海面出現，攜帶大量的卵。
臺灣登陸艇型
2013年在臺灣高雄市蓮池潭出現，變形延長的胸鰭與尾鰭可供陸地上行走，體長約50公尺，體外佈滿鱗片式炸彈，體內裝載著可自爆的器官與大量（約兩百隻）步兵型，估計不能長時間在陸上活動。是進化侵略體第一次在陸地與淡水環境作戰，推測其計畫是登陸後在內陸地區自爆鑿湖作為據點，再以步兵型固守繁殖進行侵略。該戰首次造成大量平民傷亡，也迫使「DOGOO」正式宣布其存在與公開進化侵略體的情報。
臺灣步兵型
2013年在登陸艇型被斬殺後被發現，體長約2公尺，靠頭部尖銳的角與變形的舌頭攻擊，藏於登陸艇型體內。
佛羅里達飛行艇型
2013年在侵襲佛羅里達州的颶風「奧爾加」內部被衛星拍照發現，變形的胸鰭代作翅膀可順氣流滑翔起飛。推測其計畫是利用颶風做為升力來源與屏障，到達陸地上空後讓依附體下的佈雷艇型可將大量待熟的卵散佈到陸地上。
佛羅里達佈雷艇型
2013年在飛行艇型被擊殺後被發現，用頭部的吸盤強附住飛行艇型底下，同時該部位極為堅硬，攜帶大量的卵。其特徵與鮣魚相似。
復活節島裝甲艦型
2013年在海面向「DOGOO」的獨立級近岸戰鬥艦襲來，體面有90%的裝甲。
傳令型
登陸艇型自爆後被發現，裝甲艦型被擊殺後成功捕獲並證實其存在，寄生於大型進化侵略體腦內間隙，體型極小約不到10公分，會將宿主的記憶記錄下來。其作用在於一旦宿主的作戰失敗遭斬殺後會自動飛散至水中被其他魚類食用，由於其他生物無法消化進化侵略體故可一直待其體內，再照食物鏈最終傳回進化侵略體的首腦將失敗紀錄下來，推測是進化侵略體能如此迅速且成功進化的原因之一。
運輸艦型

沈船型

後勤兵型
在進化侵略體的海底洞穴發現，負責保管進化侵略體原細胞。
衛兵型
在進化侵略體的海底洞穴發現，協助後勤兵型守衛進化侵略體原細胞。
戰艦型（甲）
在進化侵略體的海底洞穴發現，保護進化侵略體原細胞的作戰主力。類似頭足綱動物的構造，中樞構造為頭部，有兩隻巨大的觸手，再生能力很強。體內寄生著大量的地雷型，會從傷口或口部射出，一脫離體內便具攻擊能力。頭部是中空的，內孕藏新的卵與傳令型。
地雷型
戰艦型（甲）遭攻擊後被發現，類似節肢動物的身體，大量寄生在大型進化侵略體中。在體內時相當安定，但一脫出後只要受到衝擊便會自爆。爆炸規模受大小而異，最大型預計與小型戰術核彈相當。
工兵型
在進化侵略體的海底洞穴發現，負責挖掘儲藏進化侵略體原細胞的海底洞穴。類似節肢動物的身體。
機動工兵型

戰艦型（乙）
戰艦型（甲）被消滅後出現，一樣藏有地雷型與巨大的觸手但數量更多，且頭部增加了裝甲艦型所有的麟甲，防禦與攻擊皆大幅提升，會將地雷型集中口部引爆產生門羅效應攻擊。推測是原本藏在戰艦型（甲）頭部的卵之一，由傳令型得知戰鬥結果後天擇後而生的最強品種。
禁軍型
專保護後勤兵型，不論對象是誰只要一接近都會無差別地對其攻擊。體型相當龐大。
槍騎兵型

武藏奇蹟
動畫原創的進化侵略體。2014年突然於東太平洋浮出並與美軍第三艦隊交火，上浮後一直朝巴拿馬運河移動。其依附在已沉沒的大和級武藏號戰艦上，以複數的個體運作，分別擔任中樞、推進、炮火、防禦與產卵等的工作，有如蜜蜂或螞蟻的階層式分工生存。

## 登場武裝

### 臺灣
F-CK-1經國號戰鬥機
中華民國空軍所屬的一種輕型超音速噴射戰鬥機，由中華民國在美國技術協助下設計開發規劃。負責中低空防禦。長14.48公尺、翼展8.53公尺，極速1.8馬赫，實用升限16,760公尺，可掛載天劍天劍一型飛彈、天劍二型飛彈型與AIM-9響尾蛇飛彈和AGM-65小牛飛彈。
CM-11勇虎式戰車
中華民國陸軍所屬的一種主力戰車，由中華民國陸軍戰甲車發展中心與美國通用動力公司共同研發。乘員4人，重量約50噸，速度48km／h，主炮為105公釐戰車炮。

### DOGOO
EGM-109運輸飛彈

悍馬機動車
由AM General為美國軍方生產的四輪驅動機動車，淨重約2.34噸，極速為125 km/h，主要武器為白朗寧M2重機槍，另可改裝其他各類武器。
E-767空中預警機
以波音民用飛機集團開發的中型廣體雙引擎噴氣式客機波音767改裝的軍用空中預警機，日本自衛隊的機載空中警報控制系統（AWACS）平台。實質為建構於767-200ER上的美國空軍E-3空中預警機。
US-2救難飛行艇
新明和工業開發給海上自衛隊的救難用飛行艇。US-1A的後繼機。
WC-130J氣象探測機
以美國洛克希德·馬丁公司研發的C-130力士型運輸機改裝的氣象探測型，別稱「颶風獵人」。
奧古斯塔偉士蘭AW609傾轉旋翼機
阿古斯塔韋斯特蘭AW609（AgustaWestland AW609）是由義大利阿古斯塔韋斯特蘭公司和貝爾直升機聯合生產的輕型、雙發可變翼多用途直升機，多數技術來自軍用MV-22。
早期發展自1996年貝爾和波音的前導研發專案，研製民用可變翼直升機，2002年地面測試。AW109於2003年4月6日首飛，目前單價約為3000萬美元。
獨立級近岸戰鬥艦
美國海軍開發的新式多功能近岸戰鬥艦，標準排水量2176噸，全長127.4公尺，全寬31.6公尺，吃水3.96公尺，最高速度44節，乘員75名，艦載機為MH-60R海鷹直升機兩架與MQ-8火力偵察兵無人機，搭載武裝有Mk-110 57公釐炮一座、Mk 44巨蝮二式鏈炮兩座、白朗寧M2重機槍四挺、AGM-175一具、艦載垂直發射系統15門與RIM-116滾體飛彈（海公羊飛彈）一具21枚。
阿基坦級驅逐艦
法國開發的反潛驅逐艦。
C・佛雷斯塔號
特殊班所駐艦。
高速艦

J・里克呼

E・里普利

CH-53E直升機
美國塞考斯基飛機公司所出品的軍用直升機，是美軍最大和最重的直升機，名為「超級種馬」，海軍官兵們戲稱它為「颶風製造者」。主要為美國海軍陸戰隊執行運輸重型貨物及機具等任務。
巡航要塞
「DOGOO」的巡航要塞，浮在空中的巨型要塞式飛船。
A·洛根
第一、二小隊所駐巡航要塞。
J・渥美
第三、四小隊所駐巡航要塞。
S・希勒
第五、六小隊所駐巡航要塞。

### 美國
- 尼米茲級核動力航空母艦
  - 約翰·C·史坦尼斯號航空母艦（CVN-74）

美國海軍第三艦隊的航空母艦，1993年下水，1995年12月9日正式服役，母港為華盛頓州布雷默頓。排水量80,506噸，全長332.8公尺，全寬76.8公尺，吃水11.9公尺，最高速度至少30節，乘員約5,680人，艦載機約90架，搭載武裝有AIM-7麻雀飛彈發射器兩具、RIM-116滾體飛彈兩具與方陣近迫武器系統3架。
- 亞里·勃克級驅逐艦
  - 哈爾西號驅逐艦（DDG-97）

美國海軍第三艦隊的驅逐艦之一，Flight IIA構型，2004年1月9日下水，2005年7月30日服役。標準排水量9,217噸，全長156.5公尺，全寬20.4公尺，吃水6.1公尺，最高速度至少32節，乘員323名，艦載機為SH-60 LAMPS III反潛直升機一架，搭載武裝有Mk 45艦砲（Mod 4）一座、艦載垂直發射系統96門（可發射AGM-84魚叉反艦飛彈、RIM-161飛彈、阿斯洛克反潛飛彈與戰斧巡弋飛彈）、Mk 32型水面船艦魚雷管兩具與方陣近迫武器系統兩座。
- MQ-4C特同里無人偵察機（英语：Northrop Grumman MQ-4C Triton）

美國海軍開發的無人偵察機，RQ-4全球鷹偵察機的後繼機型。
- B-2幽灵战略轰炸机

美國由波音與諾斯洛普公司團隊在麻省理工學院協助下完成的世界第一架匿蹤戰略轟炸機。全長21公尺，翼展52.4公尺，全高5.18公尺，空重71,700公斤，最大起飛重量170,600公斤，最大速度764公里/小時，最大升限15,000公尺，最大航程10,400公里，可掛載武裝為80枚500磅Mk-82低阻力通用炸彈或36枚750磅集束炸彈或16枚2,000磅等級炸彈或16枚B61或B83型核武器。在F-117A夜鷹攻擊機退役到F-35閃電II攻擊戰鬥機服役前，該機與F-22猛禽戰鬥機為世界上僅有可對地攻擊的匿蹤機種。
- M1艾布蘭主力戰車

美國克萊斯勒汽車公司防務部門開發的主力戰車，目的是取代M60巴頓系列，是美國陸軍和美國海軍陸戰隊現役主要戰車。乘員4人，重量約63噸，速度72km／h，主炮為120公釐滑膛炮。名字取自前美國陸軍參謀長克雷頓·艾布蘭上將。

### 日本
- 日向級護衛艦
  - 日向號護衛艦（DDH-181）

日本海上自衛隊所屬的直升機航空母艦，2007年8月23日下水，2009年3月18日服役。滿載排水量約19,000噸，全長197公尺，全寬33.8公尺，吃水7.0公尺，最高速度30節，乘員340～360名，艦載機為SH-60K直升機三架與MCH-101直升機一架，並最多可運載11架各型直升機，搭載武裝有Mk41艦載垂直發射系統16門（可裝16枚RIM-162 ESSM防空飛彈與12枚阿斯洛克反潛飛彈）、三聯裝324mm魚雷發射管2具、20公釐方陣近迫武器系統兩座與白朗寧M2重機槍7挺。

## 登場景點

### 臺灣
寶覺寺大佛
日月潭
蓮池潭
八卦山大佛風景區

## 用語
進化侵略體
未知的侵略生物，推測是在宇宙間用隕石散佈原始細胞，其進化速度甚快，攻擊性極強。根據土偶的說法，他們簡直是不同世界的細胞，我們花數十億年才完成的進化之路，他們只花數十年就趕上了。
與原始生物進化流程一樣，一開始都在水中成長。2013年臺灣岸邊戰爭過後，侵略地球的進化侵略體已進化至開始向陸地發展。
「DOGOO」對其種類的命名方式為「地點」加上「型態（多以水面艦艇或武器）」。
E遺傳基因持有者

AU武器

DOGOO
為對抗進化侵略體而組成的超國家組織，其成員為高層挑選的E遺傳基因持有者與各國推派的精英軍人組成的聯合部隊，其指揮中心為三個巡航要塞和C・佛雷斯塔號勤務艦組成。全名為「Defence Organization aGainst Outer Object」。
臺灣岸邊戰爭

## 出版書籍
| 卷數 | EARTH STAR Entertainment | EARTH STAR Entertainment |
| 卷數 | 發售日期                 | ISBN                     |
| ---- | ------------------------ | ------------------------ |
| 1    | 2012年2月10日            | ISBN 978-4-8030-0308-6   |
| 2    | 2013年1月12日            | ISBN 978-4-8030-0414-4   |
| 3    | 2013年9月12日            | ISBN 978-4-8030-0504-2   |
| 4    | 2013年12月12日           | ISBN 978-4-8030-0519-6   |

## 電視動畫

### 製作人員
- 原作：久正人
- 監督：近藤信宏
- 副監督：古田丈司
- 系列構成：山口宏
- 角色設計：只野和子、松下浩美
- 進化侵略體設計：松下浩美
- 機械設計：高瀨健一、中田博文
- 美術監督：高橋麻穗
- 色彩設計：舟田圭一
- 攝影監督：佐藤勝史
- 編輯：坂本久美子
- 音響監督：土屋雅紀
- 音樂：新屋豐
- 製片人：田村學、伊藤憲浩、角田博昭、木村文彥
- 動畫製作人：渡邊洋一
- 動畫製作：Bridge
- 製作著作：『信長之槍』製作委員會

### 主題曲
片頭曲「Respect for the dead man」
作詞：K，作曲、編曲、主唱：Pay money To my Pain
第1話當作片尾曲使用。
片尾曲「 ver.α」(第2話－第5話、第11話－第13話)
作詞：大塚利惠，作曲：前山田健一，編曲：山崎真吾，主唱：小椋汐（武藤志織）、牛頓（淺川悠）、伽利略（上坂堇）
片尾曲「 ver.β」(第6話－第10話)
作詞：大塚利惠，作曲：前山田健一，編曲：鈴木Daichi秀行，主唱：小椋汐（武藤志織）、傑羅尼莫（齋藤千和）、蘇和（田村睦心）、安東尼·高第（村瀨步）

### 各話列表
| 話數     | 日文標題 | 中文標題              | 劇本     | 分鏡     | 演出              | 作畫監督                                  | 機械、動作作畫監督 | 總作畫監督 |
| -------- | -------- | --------------------- | -------- | -------- | ----------------- | ----------------------------------------- | ------------------ | ---------- |
| 一之銃   |          | 織田信長              | 山口宏   | 古田丈司 | 古田丈司          | 松下浩美、森本由布希                      | 高瀨健一           |            |
| 二之銃   |          | 進化侵略體            | 山口宏   | 古田丈司 | 京極尚彥          | 高瀨健一、福島勇                          | 高瀨健一           |            |
| 三之銃   |          | 卡帕之島              | 山口宏   | 政木伸一 | 政木伸一          | 五十內裕輔、高山智也                      | 不適用             |            |
| 四之銃   |          | 颶風                  | 竹內利光 | 古田丈司 | 三好正人          | 中田博文                                  | 中田博文           |            |
| 五之銃   |          | 第二小隊              | 岡篤志   | 村上貴之 | 清水一伸          | 五十內裕輔、中谷由紀子 渡邊奈月、藤崎真吾 | 不適用             | 不適用     |
| 六之銃   |          | 怪獸的肉              | 竹內利光 | 京極尚彥 | 關田修            | 森悅史、館崎大                            | 森悅史             |            |
| 七之銃   |          | 武藏奇蹟              | 山口宏   | 近藤信宏 | 渡邊哲哉          | 五十內裕輔、渡邊奈月                      | 不適用             |            |
| 八之銃   |          | 隧道                  | 岡篤志   | 古田丈司 | 永岡智佳          | 松下浩美、高瀨健一                        | 高瀨健一           |            |
| 九之銃   |          | 汐與薰                | 山口宏   | 政木伸一 | 政木伸一          | 渡邊奈月、五十內裕輔 藤崎真吾             | 不適用             |            |
| 十之銃   | DOGOO    | DOGOO                 | 山口宏   | 近藤信宏 | 關田修            | 中山初繪、渡邊健一                        | 不適用             |            |
| 十一之銃 |          | Stone Forest作戰 上集 | 竹內利光 | 池端隆史 | 清水一伸          | 五十內裕輔、渡邊奈月 藤崎真吾             | 不適用             |            |
| 十二之銃 |          | Stone Forest作戰 下集 | 竹內利光 | 古田丈司 | 山地光人 福岡大生 | 森悅史、館崎大 福島勇                     | 高瀨健一           |            |
| 十三之銃 |          | 信長之槍              | 山口宏   | 近藤信宏 | 三好正人          | 松下浩美                                  | 高瀨健一           |            |

### 播放電視台
日本深夜動畫：下文記載的日本国内播放時間使用日本標準時間（UTC+9）表示。因為部分時間标识會採用30小时制，因此請留意这类超过24:00的时间，其實際播放時間為翌日清晨。
| 播放地區   | 播放電視台   | 播放日期               | 播放時間（UTC+9）         | 所屬聯播網  | 備註                           |
| ---------- | ------------ | ---------------------- | ------------------------- | ----------- | ------------------------------ |
| 東京都     | TOKYO MX     | 2014年1月5日 - 3月30日 | 星期日 22時00分－22時27分 | 獨立UHF局   |                                |
| 近畿廣域圈 | 讀賣電視台   | 2014年1月7日 - 4月1日  | 星期一 25時59分－26時29分 | 日本電視網  | 製作委員会参加 「MANPA」 第1部 |
| 中京廣域圈 | 中京電視台   | 2014年1月7日 - 4月1日  | 星期一 26時22分－26時52分 | 日本電視網  |                                |
| 日本全國   | BS11         | 2014年1月7日 - 4月1日  | 星期一 27時00分－27時30分 | 衛星電視    | 「ANIME+」節目                 |
| 日本全國   | NICONICO動畫 | 2014年3月30日・4月1日  | 星期二 12時00分 更新      | 網路電視    |                                |
| 日本全國   | AT-X         | 2014年1月10日 - 4月4日 | 星期五 21時30分－22時00分 | 衛星電視    | 有重播時段                     |
| 臺灣       | Animax HD    | 2016年7月22日－8月3日  | 每天19:30-20:00           | 中華電信MOD | UTC+8，有重播時段              |

### Blu-ray / DVD
| 卷數 | 發售日        | 收錄話        | 規格編號   | 規格編號   |
| 卷數 | 發售日        | 收錄話        | BD         | DVD        |
| ---- | ------------- | ------------- | ---------- | ---------- |
| 上   | 2014年4月23日 | 第1話－第6話  | VPXY-72913 | VPBY-10968 |
| 下   | 2014年7月23日 | 第7話－第13話 | VPXY-72914 | VPBY-10969 |

## 腳註·參考來源
1. ↑  . MANTANWEB（まんたんウェブ）.   [2013-05-10]. （原始内容存档于2015-04-27）.
2. 1 2  動畫第1話。
3. ↑  漫畫第2卷。
4. ↑  漫畫第8卷。
5. ↑  . 巴哈姆特電玩資訊站.   [2024-02-14]. （原始内容存档于2024-02-14）.
6. ↑  台灣Animax臉書 （页面存档备份，存于），2016/12/20閱覽

## 外部連結
- （日語）Comic Earthstar
- （日語）Animate TV作者採訪（页面存档备份，存于）
- （日語）「信長之槍」動畫公式網站｜VAP （页面存档备份，存于）
- （日語）信長之槍｜讀賣電視台 （页面存档备份，存于）
- （日語）電視動畫「信長之槍」公式帳號的X（前Twitter）